# Tilden (Nebraska)
Tilden ist eine Stadt im US-Bundesstaat Nebraska, die zum größten Teil im Madison County liegt, der übrige Teil der Stadt liegt im Antelope County.
Sie ist wohl am bekanntesten als Geburtsstadt des Autors und Gründers Scientologys L. Ron Hubbard und des Baseballspielers Richie Ashburn. Tilden wurde 1885 ursprünglich als Burnett gegründet, aber das US-amerikanische Postbüro änderte den Namen 1887 offiziell in Tilden, nachdem es zu Verwechslungen mit der Stadt Bennet, Nebraska gekommen war. Tilden ist benannt nach dem Präsidentschaftskandidaten Samuel J. Tilden.

## Bevölkerung (Stand 2000)
In Tilden leben 1078 Einwohner verteilt auf 418 Haushalte und 270 Familien.
Die ethnische Verteilung der Bevölkerung lautet:
- 95,55 % Weiße
- 3,34 % andere
- 0,93 % amerikanische Ureinwohner
- 1 Afro-Amerikaner
- 1 Asiat

## Geschichte
Die ersten Siedler erschlossen das Gebiet des heutigen Tilden im Herbst des Jahres 1868, weitere 10 Familien stießen im darauffolgenden Frühling dazu. Während die Siedlung weiter wuchs, begann man entlang des Elkhorn Rivers eine Eisenbahnlinie zu bauen. Als 1880 in Antelope County, nahe der Grenze zu Madison County, ein Bahnhof angelegt wurde, gründete man die Stadt Burnett zwischen Madison/Antilope County. Die offizielle Gründung erfolgte im Oktober 1885. Zu diesem Zeitpunkt hatte die Stadt 218 Einwohner. 1918 war die Bevölkerung von Tilden auf 1000 Bewohner angewachsen und die Stadt wurde offiziell zu einer second-class city erklärt.

## Wirtschaft und Industrie
Die Region um Tilden ist eher landwirtschaftlich geprägt, darum wurde im Jahr 1989 die Tilden Economic Developement Corporation gegründet um die Wirtschaft zu stimulieren und Unternehmen in die Stadt zu locken.

## Natur
Tilden liegt auf dem Cowboy Trail, der, wenn er fertiggestellt wird, längsten Fahrradroute der USA. In der Stadt gibt es zwei Parks, und ein weiterer wird gerade angelegt. Der erstgenannte ist der East City Park, der auf dem Cowboy Trail liegt, und der zweite Park ist der Tilden City Park, der mit einem Schwimmbad sowie Erholungszonen aufwarten kann.
Die Landschaft in und um Tilden ist gekennzeichnet durch ein felsiges Naturschutzgebiet, das vom Elkhorn River durchschnitten wird. Dies ist ein Fluss, der sich vor allem bei Anglern großer Beliebtheit erfreut, auch wenn nur wenige Uferstellen am Fluss öffentlich zugänglich, d. h. nicht in Privatbesitz sind.

## Soziales Leben
In Tilden selbst gibt es nur eine Schule, nämlich die Elkhorn Valley School, die an der 601 S. Madison Street liegt. Für aus Tilden stammende Studenten bietet sich das 22 Meilen von der Stadt entfernte Northeast Community College in Norfolk an.
In der Stadt sind fünf Kirchen beheimatet:
- Church of Christ, 809 S. Center
- Catholic Church, 300 E. 2nd Street
- Peace United Church of Christ, 4th & Antelope
- Lutheran, Missouri Synod, 500 S. Center
- United Methodist Church, 304 S. Madison

Tilden versucht aktiv die älteren Mitbürger zu integrieren, so bietet beispielsweise das Tilden Senior Center eine große Auswahl an Aktivitäten für Senioren an.
Seit dem 21. Oktober 2001 gibt es in Tilden eine Bibliothek. In der Raymond A. Whitwer Tilden Public Library, die wegen ihres sehr modern gebauten Gebäudes mittlerweile zu einer kleinen touristischen Attraktion der Region geworden ist, haben bisher mehr als 14.000 Bücher Platz gefunden.

## Söhne und Töchter der Stadt
- L. Ron Hubbard (1911–1986), Autor und Gründer von Scientology
- Richie Ashburn (1927–1997), Baseballspieler
- Walter Brueggemann (1933–2025), Professor für alttestamentliche Theologie